# Crassimarginatella quadricornuta
Crassimarginatella quadricornuta är en mossdjursart som först beskrevs av Campbell Easter Waters 1918.  Crassimarginatella quadricornuta ingår i släktet Crassimarginatella och familjen Calloporidae. Inga underarter finns listade i Catalogue of Life.